# Артур и минипуты (книга)
«Артур и минипуты» — роман Люка Бессона 2002 года в жанре фэнтези, открывающий серию «Артур». В нём рассказывается о приключениях десятилетнего мальчика в волшебной стране маленького народца минипутов. По России книга разошлась суммарным тиражом в 1,5 млн экземпляров.

## История создания
В отличие от других писателей, Люк Бессон сначала написал сценарий для фильма, и только спустя некоторое время решил, что написанный им план фильма можно переработать в книгу. Переработка заняла пять лет, а сценарий был разбит на две книги. Роман получился настолько популярным, что вместо запланированных двух книг было написано четыре. По словам самого Бессона, первая часть книги описывает его собственное детство, а образ Артура (до момента превращения в минипута) он писал с самого себя. В 2004 году Бессон посетил Москву, чтобы представить первые две свои книги — «Артур и минипуты» и «Артур и Запретный город», — вышедшие на русском языке.

## Сюжет
Маленький мальчик Артур, прочитав старинную книгу о дедушкиных приключениях в Африке, хочет отыскать сокровище, чтобы помочь своей бабушке и попадает в мир крошечных минипутов, который находится под его домом.

## Экранизация
Анимация была сделана французской компанией BUF Compagnie, которая наняла около 100 аниматоров, большинство из них — из французских школ анимации и без какого-либо предыдущего опыта. Бессон хотел фотореалистичную окружающую среду и первоначально использовал микролинзы BUF для фильма в реальной среде, но в итоге вместо них использовал фотограмметрию, где оцифрованные фотографии реального объекта манипулируют с помощью компьютера. Анимация была выполнена с помощью проприетарного программного обеспечения. Мировая премьера состоялась 29 ноября 2006 года.